# Jeux sud-asiatiques
Les Jeux sud-asiatiques sont une compétition multisports, qui, à l'image des Jeux olympiques, rassemblent des athlètes d'Asie du Sud dans différents sports, et sont organisés et supervisés par le comité international olympique et le conseil olympique d'Asie. 
Ces Jeux sont l'un des cinq jeux régionaux du Conseil olympique d'Asie (OCA), avec les Jeux de l'Asie centrale, les Jeux de l'Asie de l'Est, les Jeux d'Asie du Sud-Est (ou Jeux SEA), les Jeux d'Asie de l'Ouest. 
La première édition a eu lieu en 1984 à Katmandou (Népal). L'édition 2004 a vu l'arrivée de nouveaux sports tels que le cyclisme, le tir à l'arc, le judo, le taekwondo, le badminton, puis le squash

## Pays participants
- Afghanistan
- Bangladesh
- Bhoutan
- Inde
- Maldives
- Népal
- Pakistan
- Sri Lanka

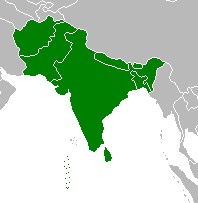
Nations participantes

L'Afghanistan participe depuis l'édition 2006.

## Sports
Les sports figurant au programme des Jeux sud-asiatiques sont :
- Athlétisme
- Badminton
- Boxe  (résultats)
- Cyclisme
- Échecs
- Football  (résultats)
- Haltérophilie
- Judo
- Lutte
- Kabaddi
- Karaté
- Natation
- Squash
- Taekwondo
- Tennis de table
- Tir
- Tir à l'arc
- Volleyball (résultats)
- Wushu

## Éditions
| Année | Jeux | Ville               | Pays Hôte  |
| ----- | ---- | ------------------- | ---------- |
| 1984  | I    | Katmandou           | Népal      |
| 1985  | II   | Dacca               | Bangladesh |
| 1987  | III  | Calcutta            | Inde       |
| 1989  | IV   | Islamabad           | Pakistan   |
| 1991  | V    | Colombo             | Sri Lanka  |
| 1993  | VI   | Dacca               | Bangladesh |
| 1995  | VII  | Madras              | Inde       |
| 1999  | VIII | Katmandou           | Népal      |
| 2004  | IX   | Islamabad           | Pakistan   |
| 2006  | X    | Colombo             | Sri Lanka  |
| 2010  | XI   | Dacca               | Bangladesh |
| 2016  | XII  | Guwahati & Shillong | Inde       |
| 2019  | XIII | Katmandou/Pokhara   | Népal      |
| 2024  | XIV  | Lahore              | Pakistan   |